# Молінью (стадіон)
Мо́лінью Сте́діум (англ. Molineux Stadium) — футбольний стадіон у Вулвергемптоні, Англія. Відкритий 2 вересня 1889 року матчем Футбольної Ліги між місцевою командою «Вулвергемптон Вондерерз» та «Астон Вілла», який завершився перемогою господарів 1:0.
Стадіон став одним з перших в Англії, на якому встановили прожекторне освітлення. Також тут відбулися матчі, які відіграли фундаментальну роль у становленні Кубка європейських чемпіонів. У 1972 році на «Молінью» відбувся фінал першого розіграшу Кубка УЄФА. Рекорд відвідуваності стадіону був встановлений у 1939 році під час матчу «Вулвергемптон Вондерерз» та «Ліверпуля», і склав 61 305 вболівальників.
У 1990-х у стадіон було вкладені багатомільйонні інвестиції для реконструкції, що допомогло йому стати одним з найкращих в Англії. У майбутньому він був затьмареній аренами клубів з більшими фінансовими можливостями. «Молінью» приймав матчі за участю збірної Англії, хоча частіше молодіжної команди країни.